# Regenstauf

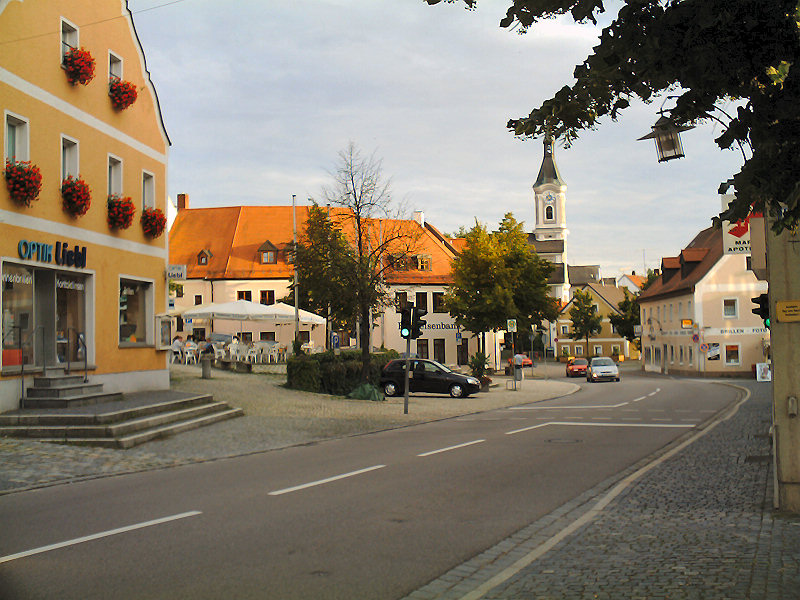
Regenstauf

Regenstauf este o comună târg din districtul Regensburg, regiunea administrativă (Regierungsbezirk) Palatinatul Superior, landul Bavaria, Germania.